# Чужиков, Виктор Иванович
Виктор Иванович Чужиков (род. 2 ноября 1957, Симферополь) — советский и украинский экономист, заслуженный деятель науки и техники Украины, профессор, доктор экономических наук, проректор по научно-педагогической работе и международным связям Государственного высшего учебного заведения «Киевский национальный экономический университет имени Вадима Гетьмана» .

## Биография
Высшее образование получил в Симферопольском государственном университете (ныне – Крымский федеральный университет имени В. И. Вернадского), который окончил в 1980 году.
В 1986-1987 годах работал в должности директора Черкасской специализированной школы № 3. В 1993 году защитил кандидатскую диссертацию в Институте географии НАН Украины на тему «Территориальная организация производственной инфраструктуры региона (на примере Черкасской области)» и получил степень кандидата географических наук по специальности 11.00.02 экономическая и социальная география.
В течение 1989-2000 годов работал в Черкасском национальном университете имени Богдана Хмельницкого на должностях преподавателя, доцента, декана факультета повышения квалификации и переподготовки кадров.
В 2003 году окончил докторантуру Киевского национального экономического университета, защитил диссертацию на тему «Региональное развитие в европейском совместном экономическом пространстве (динамизация и структурные изменения)» и получил степень доктора экономических наук по специальности 08.00.02 — мировое хозяйство и международные экономические отношения. В 2005-2008 годах возглавлял Экспертный совет по экономике Государственной аккредитационной комиссии Украины (ныне — Аккредитационная комиссия Украины).
В течение 2010-2015 годов занимал должность заведующего кафедрой европейской интеграции государственного высшего учебного заведения «Киевский национальный экономический университет имени Вадима Гетьмана». В течение 2011-2016 годов возглавлял ряд проектов фонда Жана Монне на Украине.
С 2015 года - проректор по научно-педагогической работе и международным связям Государственного высшего учебного заведения «Киевский национальный экономический университете мне Вадима Гетьмана»
В настоящее время является преподавателем Киевского национального университета культуры и искусств и фонда восприятия европейской интеграции.

## Награды
- Отличник образования Украины (1995 г.)
- Награждён Знаком МОН Украины «За научные достижения» (2006 г.)
- 25 июня 2016 года Указом Президента Украины присвоено почётное звание «Заслуженный деятель науки и техники Украины»[1].
- Почётный доктор Батумского учебного университета навигации (2018, Грузия)